# Izoenzymy
Izoenzymy (izozymy) – homologiczne enzymy w obrębie danego organizmu, które katalizują tę samą reakcję chemiczną, ale różnią się sekwencją aminokwasową. Zazwyczaj wykazują odrębne właściwości kinetyczne, takie jak wartości Km i  Vmax oraz inne właściwości regulacyjne. Izoenzymy ulegają ekspresji w różnych tkankach lub organellach w różnych stadiach rozwojowych. Są kodowane przez geny zajmujące różne loci, które zwykle powstają w wyniku duplikacji genu i dywergencji. Izoenzymy można często odróżnić od siebie na podstawie właściwości biochemicznych, takich jak ruchliwość elektroforetyczna.

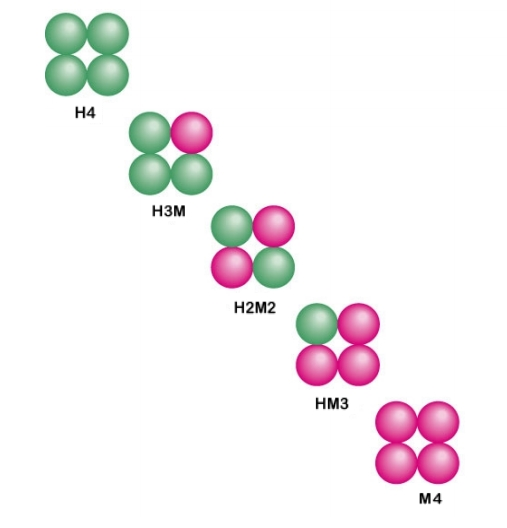
5 izoenzymów LDH

Przykładem izoenzymu może być dehydrogenaza mleczanowa (LDH), enzym uczestniczący w beztlenowym metabolizmie glukozy i syntezie glukozy. W organizmie człowieka istnieją dwa izozymowe łańcuchy polipeptydowe tego enzymu: izozym H, ulegający silnej ekspresji w sercu i izozym M, występujący w mięśniach szkieletowych. Ich sekwencja aminokwasowa jest identyczna w 75%. Funkcjonalny enzym jest tetramerem i zawiera różne kombinacje wspomnianych podjednostek. Izozym H4, występujący w sercu wykazuje większe powinowactwo względem substratu niż izozym M4. Te dwa izozymy różni również cecha, iż duże stężenie pirogronianu allosterycznie hamuje izozym H4, ale nie izozym M4. Inne połączenie takie jak H3M, mają właściwości pośrednie, zależne od proporcji między dwoma typami łańcuchów.